# José Moratalla
José Moratalla Claramunt, né le 1er octobre 1958 à Esparreguera (province de Barcelone, Espagne), est un footballeur espagnol qui jouait au poste de défenseur central. Il effectue l'essentiel de sa carrière au FC Barcelone.

## Carrière
José Moratalla est recruté par le FC Barcelone en 1981 à l'âge de 23 ans en provenance du Deportivo La Corogne. Lors de ses quatre premières saisons au Barça, il ne dispute que 19 matchs car les titulaires en défense centrale sont Migueli et José Ramón Alexanko.
Malgré cela, il dispute la finale de la Coupe des vainqueurs de Coupes remportée face au Standard de Liège en 1982. Il joue également quelques minutes de la finale de Coupe d'Europe des clubs champions en 1986.
En 1988, il quitte le FC Barcelone pour rejoindre l'UE Figueres où il met un terme à sa carrière à l'âge de 32 ans. Il se reconvertit ensuite en entraîneur avec CE Europa.

## Palmarès

### Avec le FC Barcelone
- 1 Coupe des Coupes : 1982
- 1 Championnat d'Espagne : 1985
- 2 Coupes d'Espagne : 1983 et 1988
- 1 Supercoupe d'Espagne : 1983
- 2 Coupes de la Ligue : 1983 et 1986